# TikiWiki
Tiki Wiki CMS Groupware originalmente e mais conhecido como TikiWiki ou só Tiki, é um software livre (LGPL) baseado em wiki para gerenciamento de conteúdos e ferramentas de produtividade, escrito em Php. TikiWiki é altamente customizável e recheado de funções e recursos diferentes; cada componente pode ser habilitado / desabilitado e customizado individualmente pelo administrador. Além da possibilidade de o utilizar para construir websites, Portais, na internet e em intranets e extranets, o Tiki possui um número de facilidades de colaboração permitindo que funcione como sistema de Gestão de Conteúdos Geospatial (GeoCMS) ou aplicação de web Groupware.
O Tiki inclui todas as funções básicas comuns a todos CMSs com a habilidade de registar e manter contas de usuários dentro de um sistema flexível e rico em privilégios e autorizações, criando e gerindo menus, Rss-feeds, modelos flexíveis de apresentação de dados, verificação de tempos de execução, e administração do sistema. Todas as funções de administradores são feitos através de diálogos apresentados no navegador web.
O Tiki apresenta um desenho todo-em-um, oposto ao modelo adotado por outros CMSs que consiste no software core+extensões. Isto permite que novas atualizações sejam bastante seguras (pois todos as atualizações são liberadas juntas), com o inconveniente de ter uma base de linhas de código bastante grande (mais de 1,000,000 linhas).
O Tiki pode correr em qualquer plataforma de computação que suporte um servidor WEB capaz de correr o PHP 5 (incluindo Apache, IIS, Lighttpd, servidor web Hiawatha, Cherokee, e nginx) e um base de dados MySQL database para guardar as configurações e conteúdos.

## Principais componentes
TikiWiki possui diversos componentes nessas quatro categorias:
- Ferramentas para criar e gerenciar conteúdos — Esses recursos possibilitam ao administrador e ao usuário criar, mostrar e manter na Web conteúdos de diversos tipos, incluindo textos, imagens, links e muito mais.
- Ferramentas para organizar conteúdo — Esses recursos permitem ao administrador e aos usuários organizar os conteúdos presente no portal; isso inclui a criação de estruturas e mecanismos de navegação.
- Ferramentas de comunicação — Esses recursos permitem ao administrador e aos usuários manter contato através de um sistema interno de mensagens instantâneas, troca de dados e muito mais.
- Ferramentas de administração — Esses recursos possibilitam ao administrador (e aos usuários que possuam permissão para tal) configurar todos os características de um site em um servidor TikiWiki.

Além disso, o TikiWiki possibilita ao usuário escolher a aparência visual do site a partir de uma lista de estilos criados previamente. Isso é possível graças ao uso do CSS e do Smarty (que já vem agregado à instalação do Tiki). O administrador do site pode, ele mesmo, criar o seus próprios estilos.
Para mais informações, veja Página de recursos no doc.tikiwiki.org (inglês).

## Implementação
TikiWiki é desenvolvido principalmente em PHP, mas também possui código em JavaScript. Ele usa extensivamente sua base de dados, inicialmente MySQL, porém, agora com a adoção do ADOdb, também dá suporte a PostgreSQL, Oracle, Sybase e Microsoft SQL Server. TikiWiki é executável em qualquer servidor Web, incluindo Apache e IIS da Microsoft, que possua suporte para PHP 4.1 (ou mais recente) e para uma das base de dados integráveis.
Os diversos componentes do Tiki usam extensivamente outros projetos de código aberto, tais como Zend Framework, Smarty, jQuery, HTML Purifier, FCKeditor, Raphaël, phpCAS, e Morcego. Quando utilizado com o Mapserver o Tiki pode fornecer contéudos geridos com campos de informação geospatial.

## Internacionalização
O Tiki é um projeto internacional, com suporte da sua interface em diferentes idiomas. O idioma padrão é o Inglês, mas o software pode dar suporte a qualquer idioma que possa ser codificado em UTF-8. Até 29 de setembro de 2005, Tikiwiki estava totalmente traduzido para oito línguas e cerca de 90% traduzido em cinco línguas. Existem também mais nove línguas num estágio avançado de tradução. O estado atual de tradução do projeto pode ser visto aqui.
O Tiki também suporta traduções interativas e foi o motor wiki inicial utilizado no projeto  the Cross Lingual Wiki Engine Project.
Isto permite os sites baseados em Tiki terem conteúdos traduzidos — e não só os diálogos ou interfaces.

## Ferramentas para criar e gerenciar conteúdos
- Artigos — notícias, anúncios
- Blogs — diários online
- Chats — como enquetes, mas mais ricos em termos de facilidades; apresentados na coluna central
- Comentários — comentários dos usuários que podem ser adicionados à artigos, páginas Wiki, fóruns e muitos outros
- Links — banco de dados de links enviados pelos usuários
- Conteúdo dinâmico — trechos de texto ou código que podem ser inseridos por referência
- Efemérides — conteúdos que variam de acordo com a data (feriados, datas comemorativas, ...)
- FAQs — perguntas frequentes e respostas
- Links destacados — páginas Web externas que são abertas em um iframe
- Galeria de arquivos — arquivos de qualquer tipo para download
- Fóruns — conversas assíncronas organizadas por tópicos
- Páginas HTML — conteúdo HTML estático e dinâmico
- Galeria de imagens — espaço para organizar imagens enviadas pelos usuários
- Mapas — mapas de navegação interativos com camadas seleccionáveis pelos usuários
- Newsletters — correspondências enviadas para grupos de endereços eletrônicos
- Enquetes — breve lista de opções abertas para votação; aparece na forma de módulo (coluna esquerda ou direita)
- Quizzes — desafios a serem respondidos em tempo limitado e com pontuação registada
- RSS Feeds — alimentação de notícias de sites externos
- Surveys — questionário virtual
- Trackers — armazenamento e recuperação de fatos e figuras úteis para listas de tarefas a fazer, inventários ou rastreamento de defeitos
- Wiki — editor de documentos construídos colaborativamente

## Ferramentas para organizar conteúdo
- Calendário — divulgar eventos, compartilhar compromissos
- Categorias — classificar conteúdos de acordo com diferentes características em comum
- Modelos de conteúdo — dão uma aparência consistente a páginas Wiki
- Palavras-chave — anexar automaticamente links a palavras ou termos específicos
- Módulos — controlar a aparência e o conteúdo das caixas que aparecem nas colunas da direita e da esquerda
- Área pessoal — disponibilizar ao usuário cadastrado ferramentas para organizar conteúdo e também para se comunicar com outros usuários
- Busca — procurar por trechos de texto em todo o site
- Estruturas — criar uma organização hierárquica para as páginas Wiki
- Menu do usuário ser — permitir ao usuário criar menus customizáveis
- Fluxo de trabalho — controlar o roteamento de documentos baseado em ações objetivamente definidas

## Ferramentas de comunicação
- Chat — bate-papo em tempo real

- Centro de comunicações — trocar dados com outros sites TikiWiki
- Suporte — notificar o administrador quando algum usuário requer ajuda
- Mail-In — enviar o conteúdo de páginas Wiki por correio eletrônico
- Mensagens — enviar mensagens internas para outros usuários cadastrados
- Mobile Tiki — tornar um site Tikiwiki acessível através celulares com Internet
- Shoutbox — prover um caixa "graffiti" na página principal do site
- Tikibot — respontar a requisições de dados originadas através de IRC
- Voice Tiki — prover capacidade de navegação por voz
- Webmail — permitir ao usuário acessar sua conta de correio eletrônico POP3 através do Tiki

## Ferramentas de administração
- Configuração específica de cada um dos recursos: artigos, blogs, links, FAQs, galeria de arquivos e de imagens, fóruns, enquetes, RSS, acompanhamentos, webmail e Wiki
- Configuração geral do site (título, língua etc.)
- Configuração de login
- Configuração de quotas para arquivos de usuário
- Admin drawings — disponibilizar ferramentas de desenho para páginas Wiki
- Admin DSN — criar conexões para bancos de dados externos
- Backups — realizar dumps da base de dados
- Banners — criar e administrar banners
- Banir — bloquear acesso de um IP ou faixa de IP ao site
- Cache — controlar e apagar dados que se encontram no cache
- Editar templates — editar templates do SMARTY
- Wikis externos — habilitar links diretos para wikis externos
- Groups — gerênciar grupos de usuários
- Import PHPWiki — importar dados de um site PHPWiki
- Integrator — importar dados em HTML para o Wiki
- Phpinfo — mostrar dados sobre o PHP instalado no servidor
- QuickTags — definir QuickTags para a inserção de sintaxe Wiki
- Referrer Stats — visualizar estatísticas de referências Web
- Estatísticas de busca — visualizar estatísticas de busca
- Estatísticas — visualizar estatísticas de acesso ao servidor
- Theme control — atribuir diferentes temas para diversos componentes TikiWiki
- Users — gerenciar usuários existentes e grupos aos quais pertencem

## Equipe de desenvolvimento
Tiki está em desenvolvimento permanente por mais de 300 desenvolvedores e tradutores espalhados pelo mundo e é um dos maiores equipas de código aberto no mundo. Os membros doaram os seus recursos e banda requerida para instalar o site da Tiki.org e seus sub-domínios. Os membros do projeto referem a esta dependência do seu próprio produto como "Eat one's own dog food", (um termo utilizado pelas empresas de software baseado na qualidade e capacidade do software) o qual estiveram a fazer logo desde o início do projeto. Os membros da comunidade Tiki também participam em outros eventos relacionados como a WikiSym e o Libre Software Meeting.

## Documentação
A documentação do TikiWiki em diversas línguas pode ser encontrada online em doc.tikiwiki.org. No portal da comunidade TikiWiki existe também documentação de alguns recursos do TikiWiki e diversos fóruns onde usuários podem colocar suas dúvidas. Ajuda ainda pode ser obtida ao se acessar o canal do TikiWiki no IRC (irc://irc.freenode.net/#tikiwiki). O canal é usado igualmente pelos desenvolvedores para discutir os rumos do projeto.

## História
O projeto Tiki foi sempre hospedado no SourceForge.net desde a primeira versão, a 0.9, chamada de Spica, em outubro de 2002. O desenvolvimento começou com Luis Argerich (Buenos Aires, Argentina), Eduardo Polidor (São Paulo, Brasil), e Garland Foster (Green Bay, WI, Estados Unidos).
Em julho de 2003, foi o projeto do mês em julho de 2003. Depois no fim de 2003, um fork do Tiki foi utilizado para criar o Bitweaver.
Em 2006, o Tiki foi nomeado no Topo 30 da CMS Reports.
Em 2008, O Tiki foi nomeado Topo 100 na revista EContent magazine
Em 2009, o Tiki adotou um ciclo de seis meses para as novas versões e anunciou a selecção da versão Long Term Support (LTS) e a Associação Comunitária de Software Tiki foi oficialmente formada como conselheiro legal para o Tiki. A Associação de Software Tiki é uma sociedade sem fins lucrativos fundada no Canada. Anteriormente, todo projeto era feito por voluntários, organizados casualmente numa faz-ocracia.
Em 2010, o Tiki recebeu a menção Best of Open Source Software Applications Award (BOSSIE) da revista InfoWorld, na categoria de aplicações.
Em 2011, o Tiki foi nomeado no Topo 30 da CMS Reports.
Em 2012, o Tiki foi nomeado "Melhor Ferramenta Web" pelo site WebHostingSearch.com.

## Nome
O nome TikiWiki é escrito em CamelCase, uma sintaxe comum a Wikis para indicar a existência de um hiperlink em uma página editada com auxílio do Wiki. É provavelmente uma palavra composta que combina dois termos polinésios, Tiki e Wiki, para criar um nome que "rima consigo mesmo", que também rima com WikiWiki, uma variação comum de Wiki. Também pode ser uma fusão de Tiki e WikiWiki.
Tiki também forma uma Palavra-valise: Tightly Integrated Knowledge Infrastructure.

## Instalações TikiWiki
- The Rant Rag, Savannah GA Collaborative newspaper
- Estúdio Livre

- Este artigo foi inicialmente traduzido, total ou parcialmente, do artigo da Wikipédia em inglês cujo título é «Tiki Wiki CMS Groupware», especificamente desta versão.